# The Magic School Bus
The Magic School Bus was een Canadees-Amerikaanse animatieserie waarin een groep kinderen samen met juf Frizzle geweldige magische schoolreisjes maakte. De kinderen zaten dan in een typisch Amerikaanse schoolbus. Die bus was magisch en kon in allerlei vormen en gedaanten veranderen, van ruimteveer tot wesp. 
De 52 afleveringen die er zijn gemaakt werden geproduceerd in 1994. De serie is gebaseerd op een kinderboek geschreven door Joanna Cole.
Het programma werd vanaf 2000 uitgezonden door Kindernet. Na de overname van dat net door Nickelodeon was het programma daar nog een tijd te zien. Vanaf 2006 wordt het niet meer uitgezonden. In 2017 heeft Netflix een 13 afleveringen uit deze serie overgenomen welke opnieuw Nederlands ingesproken zijn. Opvallend is dat Juf Frizzle hier steevast Juf Liza genoemd wordt. Ook is het intro Engelstalig gebleven.
In 2017 is er ook een tweede deel als sequel uitgekomen met de titel 'The Magic Schoolbus rides again'. Deze wordt alleen op Netflix uitgezonden en vertelt het verhaal als de leerlingen een jaar ouder zijn. Juf Frizzle,gaat op ontdekkingsreis, en draagt haar zus de sleutels van de bus over. Deze nieuwe episode bevat tevens ook de moderne technologie van heden en de toekomst. Zo werken de leerlingen met holografische tablets, en zijn ze tevens een stuk technischer. Hier zijn twee seizoenen van uitgekomen en een paar losse afleveringen. 

## Trivia
Opvallend is dat juf Frizzle in de NexFlix-serie enkele keren Liza genoemd wordt, terwijl in de oude afleveringen haar voornaam Valerie is. 